# Jürgen – Heute wird gelebt
Jürgen – Heute wird gelebt ist eine deutsche Literaturverfilmung aus dem Jahr 2017 mit Heinz Strunk, von dem auch die Romanvorlage stammt, und Charly Hübner in den Hauptrollen.

## Handlung
Jürgen Dose ist Pförtner und lebt mit seiner bettlägerigen Mutter zusammen in einer Hamburger Hochhaussiedlung. Sein einziger Freund ist der im Rollstuhl sitzende Bernd Würmer. Beide sind jenseits der 40 immer noch auf der Suche nach der Frau fürs Leben. 
Ein Versuch mit Speed-Dating scheitert, und so suchen sie eine Partnervermittlung für osteuropäische Frauen auf. Der Agenturinhaber Schindelmeister lässt sie aus einem Katalog Polinnen auswählen. Schon beim ersten Treffen interessieren sich beide Männer für die Assistentin Anja. Zusammen mit anderen kontaktsuchenden Eigenbrötlern reisen sie nach Stettin. Bernd missfällt dabei, dass Jürgen sich gut mit Anja versteht.
Als Bernd abends wegen eines platten Rollstuhlreifens verspätet zu seiner Verabredung kommt, gibt sich Jürgen bei der Dame für ihn aus, da seine eigene Verabredung nicht kommen konnte. Es kommt zum Bruch zwischen den Freunden, und Jürgen reist alleine ab, da er zur Pflege seiner Mutter benötigt wird. Auf dem Weg zum Zug trifft er Anja wieder, die von Schindelmeister entlassen wurde. Notgedrungen müssen die beiden die Rückfahrt zusammen in einem Schlafwagenabteil verbringen.
Einige Tage später bekommt Jürgen Besuch von Bernd. Bei der folgenden Aussprache gesteht Bernd, dass er eigentlich nicht mehr im Rollstuhl sitzen müsse. Die beiden vereinbaren, über Kontaktanzeigen nach einer Frau zu suchen.

## Hintergrund
Die Erstausstrahlung erfolgte am 20. September 2017 in der ARD. Die Hauptfigur Jürgen Dose ist nach Strunks Alter Ego benannt, die bereits Gegenstand früherer Werke war. Der Film war von Heinz Strunk ursprünglich als Serie gedacht. In einem späteren Interview sagte er, dass höchstwahrscheinlich ein zweiter Film oder auch möglicherweise eine Serie folgen würden.

## Kritiken
Rainer Tittelbach von Tittelbach.tv schrieb: „Ein trauriges Dasein wird in dem Fernsehfilm ‚Jürgen – Heute wird gelebt‘ lakonisch, liebevoll und gleichsam desillusionierend von Hauptdarsteller und Autor Heinz Strunk entworfen. Auch Regisseur Lars Jessen hält Distanz zum Geschehen. Für den Zuschauer heißt das: sich einrichten in einem Fremdschäm-Mikrokosmos, aus dem es zunächst kein Entkommen durch entlastende, erlösende Pointen gibt. Der Witz spiegelt das Dasein dieser Dauersingles von der traurigen Gestalt. Mit dem Verzicht auf mittelständische Sympathieträger macht Jessen den Weg frei für einen bewusst kunstlos-lakonischen Realismus: eine Rarität im durchgestylten TV-Film der 10er Jahre.“
Die Fernsehzeitschrift Prisma kam zu dem Urteil: „Trotz der ziemlich ausgelutschten Thematik und des von Rührigkeit zeugenden Titels versteht es ‚Jürgen – Heute wird gelebt‘, dem Kitsch meilenweit fernzubleiben. Dafür sorgen neben anzüglichen und unkorrekten Witzen, subtiler Situationskomik und einem unnachahmlichen Gespür für das falsche Wort zur falschen Zeit vor allem die Darsteller: Mit Ironie-Meister Heinz Strunk und Absurditäten-König Charly Hübner sowie Nebenauftritten von Rocko Schamoni, Olli Schulz und Klaas Heufer-Umlauf kann Wohlfühl-Gesäusel gar nicht erst entstehen.“
Der Spiegel (online) meinte: „Ab nach Polen, Bräute gucken: Im ARD-Film ‚Jürgen‘ widmet sich Heinz Strunk mal wieder seinem Lieblingsmilieu - dem der Verlierer. Dieses Mal: Junggesellenausflug nach Osteuropa.“ „Die Kamera (Kristian Leschner) fängt Orte ein, die so trist sind wie das Innenleben der Figuren. Leere Parkplätze im Nebel, bröckelnde Altbauten im Dämmerlicht altersschwacher Laternen, geschmacklose Hotels, triste Mietskasernen, Parkhäuser. Hin und wieder aufgeheitert wird diese Kaffeefahrt ins Trübe durch opulent inszenierten Tagträume des Helden - und den effektiven Einsatz der schönsten Songs der Flaming Lips, mit denen sogar etwas Pathos ins Spiel kommt. Ansonsten bleibt dieses Dramolett, wie auch Strunk in seinem Schreiben, auf Augenhöhe mit seinen Protagonisten.“
Oliver Armknecht von film-rezensionen.de urteilte: „Zwei Verlierer suchen die große Liebe – das hat es immer gegeben, wird es immer geben. Sehr viele Verweise auf die heutige Zeit gibt es nicht, stattdessen erzählt „Jürgen – Heute wird gelebt“ eine sehr universelle Geschichte, in der man sich leicht wiederfindet. Das ist oftmals lustig, trocken und skurril, aber auch einfühlsam und an manchen Stellen richtig traurig.“

## Auszeichnungen
- 2018: Goldene Kamera in der Kategorie Bester deutscher Fernsehfilm.